# Haemulon striatum
Haemulon striatum és una espècie de peix de la família dels hemúlids i de l'ordre dels perciformes que es troba des de Bermuda, Florida, l'oest de les Bahames i el Golf de Mèxic fins al Brasil, incloent-hi el Carib i les Antilles.
Els mascles poden assolir els 28 cm de longitud total.